# Bier in Tsjechië

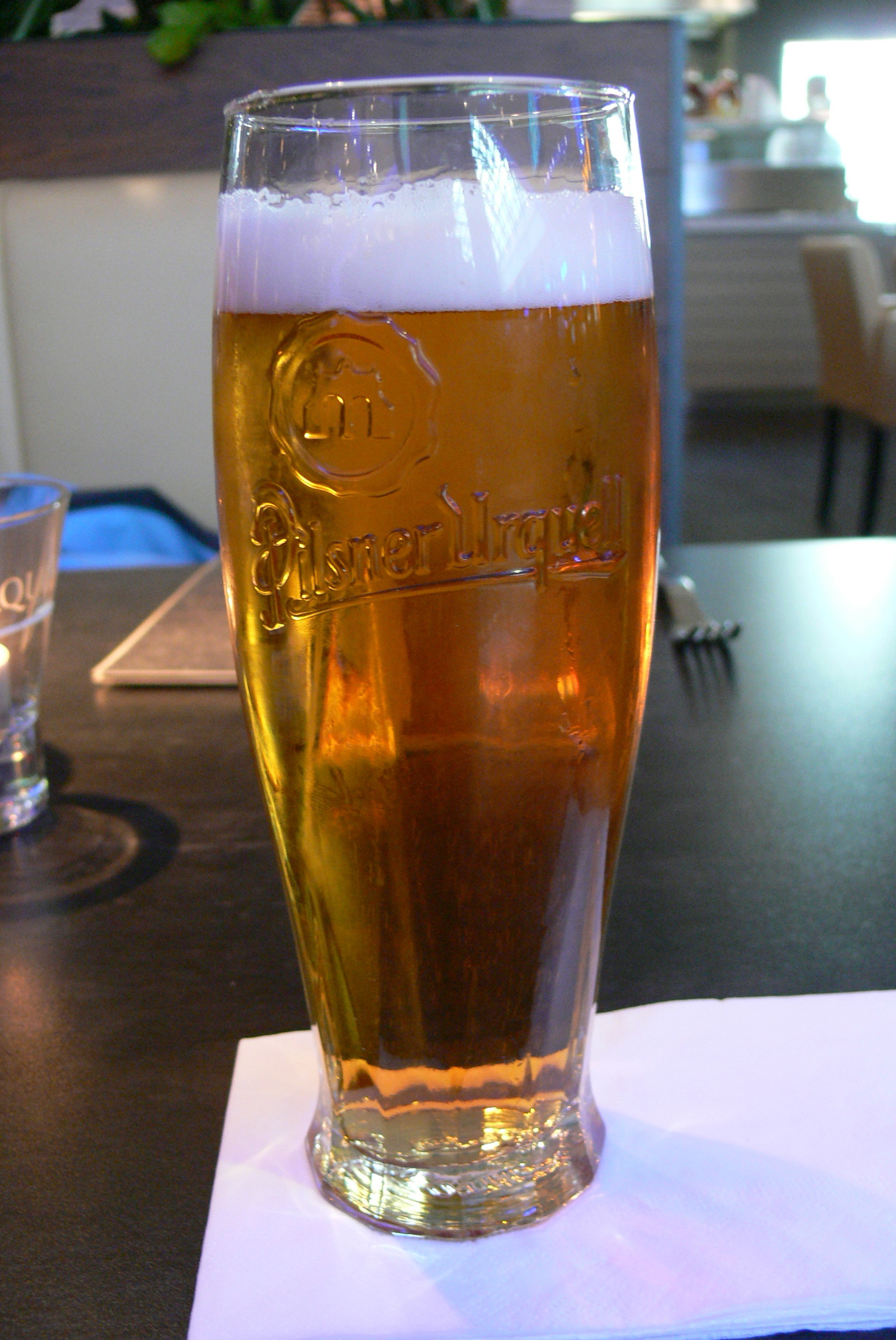
Tsjechische pils

Bier (Tsjechisch: pivo) is in Tsjechië heel populair en met een bierconsumptie van 145 liter per inwoner (cijfers 2011) zijn de Tsjechen al jarenlang de grootste bierdrinkers ter wereld. Bier heeft een lange geschiedenis in Tsjechië. In 993 was er al sprake van een brouwerij in het Klooster van Břevnov. De stad Brno heeft het recht om bier te brouwen sinds de 12de eeuw en in Plzeň en České Budějovice zijn er sinds de 13de eeuw brouwactiviteiten.
De brouwindustrie groeide snel en was heel belangrijk voor de economie van het land. Begin zestiende eeuw waren er steden die meer dan 80% van hun inkomsten met de productie van bier verdienden. De Tsjechische bierindustrie had zwaar te lijden onder de Dertigjarige Oorlog (1618 - 1648) en herstelde zich pas in de negentiende eeuw. Rond 1850 waren er 1052 brouwerijen waarvan er in 1946 nog 260 over waren. In de twintigste eeuw volgden meer oorlogsjaren en na de Tweede Wereldoorlog werden alle brouwerijen eigendom van de Tsjechoslowaakse staat.
Na de val van het communisme werden het weer privébedrijven. In 1989 waren er nog 71 brouwerijen in Tsjechië waarvan sindsdien een twintigtal gesloten zijn. Daar tegenover zijn er sindsdien heel wat microbrouwerijen en brouwcafés bij gekomen. Vanaf 1992 zijn een aantal van hen nu in handen van grote brouwerijgroepen. In Praag verenigden drie grote brouwerijen (Staropramen, Braník en Mestan) zich in één grote groep Pražské pivovary,a.s.. In november 1996 verhoogde de eigenaar, de Britse Firma Bass zijn aandeel tot 51%. Toen Bass besloot uit de brouwindustrie te stappen, kwam de groep in 2000 in handen van Interbrew (het huidige AB InBev). In oktober 2009 verkocht AB InBev alle Oost-Europese brouwerijen aan CVC Capital Partners, die deze onderbracht in een nieuwe firma StarBev. In april 2012 werd StarBev op zijn beurt verkocht aan de Canadese brouwerijgroep Molson Coors en kreeg de naam Molson Coors Central Europe.

In 2007 nam Heineken de brouwerijgroep Královský pivovar Krušovice, a.s. over van de Oostenrijkse Radeberger Groep. en vervolgens in 2008 Drinks Union (4 brouwerijen). SABMiller was sinds 1999 eigenaar van Plzeňský Prazdroj a.s. en had daarmee een marktaandeel van circa 40%. In december 2016 werden de Oost-Europese activiteiten van AB InBev (inmiddels gefuseerd met SABMiller) overgenomen door de Japanse Asahi Group Holdings voor een bedrag van 7,3 miljard euro, waaronder de merken als Tyskie, Lech (Polen), Pilsner Urquell (Tsjechië) en Dreher (Hongarije).
De meest voorkomende bieren zijn blonde lagers en pilseners. De allereerste pils ter wereld was Pilsner Urquell die gecreëerd werd in 1842. Omdat het bier in Pilsen van zeer slechte kwaliteit was, besloten de inwoners van de stad die een brouwvergunning hadden, een nieuwe brouwerij te bouwen. In de lente van 1842 werd de Beierse brouwer Josef Groll als eerste brouwmeester aangesteld. In het jaar 1898 werd de naam Pilsner Urquell bedacht, de naam die het biermerk nog steeds heeft.
In Tsjechië wordt al sinds lange tijd hop gekweekt. De hopteelt in Bohemen werd al in 859 beschreven en tijdens de middeleeuwen werd er al heel veel (dure) Boheemse hop geëxporteerd. De bekendste hopvariëteit Saaz wordt in de gehele wereld gebruikt voor het brouwen van bier.

## Indeling in categorieën
Volgens de Tsjechische wetgeving worden de bieren in vier categorieën ondergebracht, onafhankelijk van kleur of stijl:
- lehké - een "light-bier" met een densiteit minder dan 8° Plato en minder dan 130kJ per 100ml.
- výčepní – bier van de "tap", hoewel deze ook kunnen gebotteld worden, densiteit tussen 8° en 10°.
- ležák - "lagerbier", densiteit tussen 11° en 12.99°.
- premium - "special" bier, densiteit 13° en meer.[9]

## Cijfers 2011
- Bierproductie: 18,181 miljoen hl
- Export: 3,181 miljoen hl
- Import: 583.000 hl
- Bierconsumptie: 15,583 miljoen hl
- Bierconsumptie per inwoner: 145 liter (hoogste ter wereld)
- Actieve brouwerijen: 55 (& 130 microbrouwerijen)[10]

## Brouwerijen
Een overzicht van de brouwerijen met een productie groter dan 100.000 hl/jaar:
- Eigendom van Asahi Group Holdings :
  - Plzeňský Prazdroj, a. s.
  - Pivovar Gambrinus
  - Pivovar Radegast
  - Pivovar Velké Popovice
- Eigendom van Heineken:
  - Královský pivovar Krušovice, a.s.
  - Starobrno, a.s
  - Pivovar Hostan
  - Drinks Union
    - Pivovar Kutná Hora
    - Pivovar Louny
    - Pivovar Krásné Březno
    - Pivovar Velké Březno
- Molson Coors Europe :
  - Pražské pivovary,a.s. Pivovar Staropramen
  - Pražské pivovary,a.s. Pivovar Ostravar
- Groep PMS a.s. Přerov (sinds 2000, voorheen Moravskoslezské pivovary Přerov a.s.)
  - Pivovar Holba
  - Pivovar Litovel
  - Pivovar Zubr
- Bernard Pivo (Brouwerij Bernard) (50% eigendom van Brouwerij Duvel Moortgat)
- Budějovický Budvar
- Pivovar Benešov, s.r.o.
- Pivovar Černá Hora
- Měšťanský pivovar Havlíčkův Brod
- Pivovar Kutná Hora
- Krakonoš
- Lobkowiczký pivovar Vysoký Chlumec
- Budějovický Měšťanský Pivovar
- Pivovar Náchod
- Pivovar Nymburk
- Městský pivovar Platan s.r.o.
- Pivovar Svijany (ook eigenaar van Pivovar Malý Rohozec)

## Bieren[11]
De bekendste bieren:
- Bernard
- Budweiser Budvar
- Březňák
- Braník
- Černá Hora
- Chodovar
- Gambrinus
- Herold
- Holba
- Litovel
- Novopacké pivo
- Pernštejn
- Pilsner Urquell
- Primus
- Radegast
- Staropramen
- Svijany
- Zubr

## Bierfestivals
- Pilsner Fest is een tweedaags bierfestival georganiseerd in oktober door de Pilsner Urquell brouwerij in Plzeň met lokale bieren en muziekoptredens op vier verschillende locaties in de stad.[12]
- Het Tsjechisch bierfestival (Český pivní festival) is het grootste bierfestival van Tsjechië. Het vindt jaarlijks plaats in mei in Praag en duurt 17 dagen.
- Beerfest Olomouc; een bierfestival in de Moravische stad Olomouc